# Osmia grindeliae
Osmia grindeliae là một loài Hymenoptera trong họ Megachilidae. Loài này được Cockerell mô tả khoa học năm 1910.